# Гюнтер Пульст
Гюнтер Пульст (нім. Günther Pulst; 26 березня 1918, Брауншвейг — 5 січня 1991, Бонн) — німецький офіцер-підводник, капітан-лейтенант крігсмаріне. Кавалер Лицарського хреста Залізного хреста.

## Біографія
9 жовтня 1937 року вступив на флот. В грудні 1939 року призначений на ескадрений міноносець «Вольфганг Ценкер». Брав участь в операції «Везерюбунг», в ході якої «Вольфганг Ценкер» був потоплений. Після закінчення операції переведений інструктором у військово-морське училища Мюрвіка. В квітні 1942 року вступив в підводний флот, 1-й вахтовий офіцер підводного човна U-752, на якому здійснив 2 походи. З 12 травня 1943 року — командир U-978 (Тип VII-C), на якому зробив 2 походи (провівши в морі в цілому 124 дні). 23 листопада 1944 року безповоротно вивів з ладу американський торговий пароплав William D. Burnham водотоннажністю 7176 тонн, який перевозив 3917 тонн продуктів харчування і 166 транспортних засобів; 18 з 68 членів екіпажу загинули. Після другого походу 20 квітня 1945 року привів свій човен в Тронгейм, де 29 травня здався британським військам. 26 березня 1948 року звільнений. У вересні 1957 року вступив у бундесвер як цивільний штабний чиновник. В 1960-х роках — фінансовий контролер НАТО в Парижі. В березні 1983 року вийшов на пенсію.

## Звання
- Кандидат в офіцери (9 жовтня 1937)
- Морський кадет (28 червня 1938)
- Фенріх-цур-зее (1 квітня 1939)
- Оберфенріх-цур-зее (1 березня 1940)
- Лейтенант-цур-зее (1 травня 1940)
- Оберлейтенант-цур-зее (1 квітня 1942)
- Капітан-лейтенант (1 січня 1945)

## Нагороди
- Залізний хрест
  - 2-го класу (11 лютого 1940)
  - 1-го класу (18 грудня 1944)
- Нагрудний знак есмінця (11 жовтня 1940)
- Нарвікський щит (10 листопада 1940)
- Нагрудний знак підводника (21 лютого 1942)
- Фронтова планка підводника в бронзі (19 листопада 1943)
- Лицарський хрест Залізного хреста (21 грудня 1944)
- Орден «За заслуги перед Федеративною Республікою Німеччина», лицарський хрест (30 червня 1980)
- Медаль за похвальну цивільну службу (США) (1983)